# Insertion par l'activité économique
Pour les articles homonymes, voir IAE (homonymie).
L'insertion par l'activité économique (IAE) est un secteur d'activité et une pratique apparus dans les années 1970 en France consistant à employer des personnes sans emploi depuis longtemps. L'économie et l'entreprise sont utilisées comme outils de socialisation et de pédagogie dans la construction du parcours professionnel. L'IAE est une des composantes de ce que l'on appelle aujourd'hui l'Économie Sociale et Solidaire (ESS).
L'insertion par l'activité économique est reconnue par l'article L5132-1 du code du travail :

« L'insertion par l'activité économique a pour objet de permettre à des personnes sans emploi, rencontrant des difficultés sociales et professionnelles particulières, de bénéficier de contrats de travail en vue de faciliter leur insertion professionnelle. Elle met en œuvre des modalités spécifiques d'accueil et d'accompagnement.

L'insertion par l'activité économique, notamment par la création d'activités économiques, contribue également au développement des territoires. »

## L'IAE en France

### Des initiatives privées devenues un axe des politiques publiques de l'emploi
L'IAE est née de la nécessité de redonner un emploi à des personnes qui se trouvaient durablement écartées du marché du travail, notamment dans des quartiers périphériques des grandes villes où l'activité économique s'était raréfiée. L'absence d'activité professionnelle crée le plus souvent une exclusion de fait de la société, de graves difficultés sociales (paupérisation, problèmes de santé, éclatement de la cellule familiale, violence). En embauchant ces personnes, les structures d'insertion par l'activité économique (SIAE) créent un « sas » de retour à l'emploi et leur permettent le plus souvent de reprendre pied sur les sujets connexes (santé, logement, démarches administratives). L'IAE se fonde ainsi sur le principe selon lequel le fait d'occuper un emploi et de travailler est un facteur essentiel d'insertion sociale. Elle constitue un des volets de la réinsertion, avec le retour à un logement autonome, le suivi médical ou psychique, etc.
Avec cet objet, l'insertion par l'activité économique est strictement encadrée par l'État, au titre des politiques publiques de l'emploi. En effet les contrats de travail des salariés sont dérogatoires au droit commun. Ils peuvent durer deux ans au maximum, tout en pouvant se renouveler de nombreuses fois pendant cette période. Les structures qui appartiennent à l'IAE sont agréées par les services de l'État (DREETS, Direction régionale de l'économie, de l'emploi, du travail et des solidarités). Elles reçoivent des fonds publics pour mener cette mission d'accompagnement au retour à l'emploi. Il faut noter ici que les fonds publics en question n'ont connu aucune revalorisation depuis la création de l'IAE. Ils ne constituent aujourd'hui, dans la majorité des SIAE, qu'un peu plus de 10 % des recettes. Ces fonds visent à couvrir le surcroît d'encadrement nécessaire au retour à l'emploi traditionnel du public visé, ainsi qu'à compenser la productivité supposée moindre des salariés bénéficiaires.
L'insertion par l'activité économique concerne un public très hétérogène. L'État établit des critères et c'est France Travail qui octroie des agréments pour que des demandeurs d'emploi puissent travailler dans les SIAE. Ces critères – demandeurs d'emploi de longue durée (plus d'un an), bénéficiaires de minima sociaux, jeunes de moins de 26 ans sans emploi –, on le constate, renvoient à une multitude de situations : jeunes sortis de l'école sans bagage, personnes titulaires du RSA, cadres seniors sans emploi depuis un an, etc. Le point commun à toutes ces personnes est la faiblesse ou l'absence de qualification professionnelle, voire la difficile transposition de leurs compétences dans le contexte du marché de l'emploi. Il s'agit là d'un frein majeur qui les empêche de retrouver un travail. L'expérience au sein des SIAE va leur permettre de retrouver un salaire, de reprendre confiance et de définir un (nouveau) projet professionnel.

### Cadre réglementaire en France

#### Grenelle de l'insertion de 2008
Le cadre règlementaire des structures de l'insertion par l'activité économique se base sur quatre axes d’action définis lors du Grenelle de l'insertion en 2008 par Martin Hirsch, Haut commissaire aux Solidarités actives contre la pauvreté, dans le cadre de la réforme du Revenu de solidarité active (RSA) :
1. l’accueil et intégration des salariés en insertion ;
2. l’accompagnement social et professionnel ;
3. la formation des salariés en insertion ;
4. la contribution à l’activité économique et au développement territorial.

Le secteur de l'insertion par l'activité économique est soutenu par l'État (DREETS, Direction régionale de l'économie, de l'emploi, du travail et des solidarités), les Conseils régionaux, les Conseils départementaux, les communautés de communes, les communes et le fonds social européen (FSE).
En France une fiche de positionnement IAE peut être délivrée par France Travail  au terme d'un rendez-vous avec un-e conseiller-ère, la Mission Locale et Cap Emploi peuvent également orienter les personnes qui en ont besoin vers ce dispositif.

#### Après le Pacte d'ambition de 2019
Le 10 septembre 2019, un Pacte d'ambition pour l'insertion par l'activité économique a été remis par le conseil de l'inclusion à la ministre du travail, Mme Muriel Pénicaud. Ce pacte, qui se veut un guide pour l'action, propose 30 mesures réunies regroupées sous cinq engagements: accompagner chaque personne selon ses besoins; innover et libérer le potentiel de créations d'emploi; rallier toutes les entreprises et tous les acteurs publics à la cause de l'inclusion; agir ensemble sur tous les territoires; simplifier, numériser et co-construire en confiance.
Une des conséquences concrètes des propositions du pacte est la modification des procédures de diagnostic et d'éligibilité à un contrat IAE,.
En effet, la délivrance obligatoire d'un agrément par France Travail avant toute embauche dans une SIAE a été supprimée. Il n'est désormais plus question de délivrer un agrément relativement à un contrat mais de vérifier l'éligibilité d'une personne à une embauche dans une SIAE, selon une liste de critères administratifs précis (critères de niveau 1 et de niveau 2).
L'évaluation et la validation de l'éligibilité à l'IAE se fait selon deux voies possibles :
- par les prescripteurs habilités par le préfet, dont la liste a été élargie au delà des services publics de l'emploi (France Travail, missions locales, Cap Emploi)
- ou directement par les SIAE, à la suite d'un contact direct avec le public (auto-prescription). Dans ce cas, il revient à la SIAE de conduire un diagnostic socio-professionnel et de vérifier que le candidat remplit les critères administratifs d'éligibilité. Le principe de ce processus est celui de la confiance a priori, un contrôle a posteriori devant être mené sur échantillon par la DDETS (direction départementale de l'emploi, du travail et des solidarités) à partir de 2002.

À la suite de la confirmation de l'embauche par la SIAE, un PASS IAE est généré sous deux jours ouvrés.

### Les structures d'insertion par l'activité économique (SIAE) en France
L'insertion par l'activité économique représente 4 504 structures en France à fin 2023. Ces structures accueillent chaque année entre 170 000 et 180 000 salariés en insertion (2021-2024). Elle continue à constituer un secteur à part, en raison de sa relation étroite avec les politiques publiques de l'emploi, de son modèle économique et de sa place dans le tissu économique et social.
Les structures d'insertion par l'activité économique (SIAE) partagent des valeurs communes et un même métier qui placent l'humain au centre de leur activité. Il s'agit de permettre à des personnes en difficulté sociale de retrouver un emploi.
Le terme SIAE regroupe 4 types de conventionnement de structures par l'Etat :
- Les entreprises d'insertion (EI) ;
- Les associations intermédiaires (AI) ;
- Les ateliers chantiers d'insertion (ACI) ;
- Les entreprises de travail temporaire d'insertion (ETTI) ;

Un 5e type de structure est expérimenté depuis 2018 : les entreprises d'insertion par le travail indépendant (EITI).
Sont également associés au secteur de l'insertion par l'activité économique 2 labels, délivrés par des fédérations nationales : 
- Les groupements d’employeurs pour l’insertion et la qualification (GEIQ) ;
- Les régies de quartier et de territoire (RQ).

Plusieurs fédérations associatives représentent et développent une offre de service à destination de ces structures, parmi les principales : Chantier École, Coorace, Emmaüs France, Envie, la Fédération des entreprises d'insertion, la Fédération des acteurs de la solidarité, le Mouvement des Régies, Réseau Cocagne, les Restaurants du cœur, l'Union nationale des associations intermédiaires.
Selon les chiffres de la Direction de l'Animation de la Recherche, des Études et des Statistiques (DARES), le secteur représente en décembre 2023 :
| Type de structure | Nombre de structures | Nombre de salariés en insertion |
| ----------------- | -------------------- | ------------------------------- |
| ACI               | 2219                 | 64 500                          |
| AI                | 626                  | 40 000                          |
| EI                | 1193                 | 19 400                          |
| ETTI              | 466                  | 18 500                          |

### Le modèle économique de l'IAE en France
Les activités exercées par les SIAE sont le plus souvent à faible valeur ajoutée. Elles nécessitent de la main d'œuvre et ne requièrent par voie de conséquence que peu d'investissement matériel. En revanche, elles supposent – notamment au regard de la mission première qui est de rapprocher leurs salariés de l'emploi traditionnel – un fort investissement dans la formation au poste de travail et formation professionnelle, dont l'entreprise assume la majorité des coûts, y compris le maintien du salaire durant la formation.
Pour réaliser leur mission sociale, les structures d'insertion par l'activité économique reçoivent une subvention publique (aide au poste). Elle permet de financer l'accompagnement proposé aux personnes engagées en parcours d'insertion. Les montants varient en fonction des conventionnements.
Les structures conventionnées appartiennent à l'économie sociale et solidaire, définie par la loi relative à l'économie sociale et solidaire. Personne morale de statut privé, les statuts peuvent être ceux de l'entreprise (SARL, SAS, etc.) ou sur le modèle associatif. Tous les types de gouvernance coexistent, du bénévolat désintéressé au management purement concurrentiel épaulé par des fonds d’investissement spéculatifs. Dans ce dernier ce cas la dimension insertion devient un élément de marketing et de communication.

### L'intégration des SIAE dans le tissu économique et social
L'IAE est mal connue du tissu économique traditionnel. Paradoxalement elle n'est guère mieux identifiée par les pouvoirs publics, hors les services et les élus qui suivent spécifiquement cette activité. A priori elle est quasiment inconnue du grand public.
Cette situation est à la fois le fruit d'une action publique qui vise à garder dans un champ dérogatoire au droit commun l'IAE et celui d'une représentation sociale autour du mot « insertion ».
Si les SIAE parviennent à tisser quelques liens – au niveau très local – avec des entreprises dans des relations de clients à fournisseurs, plus rarement dans une relation de partenariat, elles sont marginalement intégrées au tissu économique. Quelques rares expériences sont menées pour interfacer le tissu économique avec l'IAE ; elles sont souvent le fruit de club d'entreprises, soit associé spécifiquement à une SIAE, soit de leur propre initiative - réseau des clubs FACE, PASS en Rhône-Alpes.

### L'expérience de l'IAE en France: quels résultats?
Dans un rapport intitulé "L'insertion des chômeurs par l'activité économique. Une politique à conforter" publié en janvier 2019, la Cour des comptes qualifie l'insertion par l'activité économique de politique originale et utile, tant pour les publics éloignés de l'emploi qu'elle accueille que pour le développement territorial en développant des activités économiques dans des territoires délaissés par les entreprises traditionnelles. Elle qualifie les résultats d'encourageants et positifs en comparaison avec d'autres dispositifs de la politique de l'emploi. Toutefois, la Cour pointe des disparités territoriales dans l'offre d'insertion et dans l'engagement financier des collectivités auprès de ces structures. Elle souligne leur fragilité économique, en raison d'activités peu rentables (bien que ce ne soit pas leur objet). Cette faible rentabilité s'explique notamment selon la Cour par le rôle de défrichage et d'innovation de ces structures, en explorant des secteurs d'activité nouveaux. La Cour recommande également de compléter la démarche d'évaluation pour mieux mesurer l'efficacité de ces dispositifs et formule des pistes pour réorganiser le pilotage de la politique d'insertion.
Dans un rapport publié en décembre 2022, l'Inspection générale des affaires sociales (IGAS) juge également l'IAE comme une politique originale mais que ses résultats en terme d'insertion restent insuffisants. L'IGAS appelle à recentrer cette politique sur des objectifs qualitatifs (profil des personnes accompagnées) plutôt que quantitatifs (nombre de personnes accompagnées). Le rapport recommande notamment un recentrage des publics cible de l'insertion par l'activité économique, d'adapter les modalités de financement et de renforcer le lien avec les entreprises classiques.
Selon la Direction de l'Animation de la Recherche, des Études et des Statistiques (DARES) en 2021, 26% des personnes sont en contrat à durée déterminée (CDI) ou contrat à durée déterminée (CDD) de plus de 6 mois, 6 mois après la fin de leur parcours d'insertion dans l'une des structures mentionnées. Toujours selon la DARES, 45% des personnes sortantes sont en emploi (tous contrats confondus) 6 mois après leur parcours. Enfin, 7% des personnes sont en formation. Ces résultats varient en fonction du type de structure dont sortent les personnes.

### Les champs d'activités des SIAE
La majorité des structures proposent des emplois à faible qualification afin de permettre l'accessibilité au plus grand nombre de personnes :
- bâtiments, travaux publics ;
- entretien des espaces verts ;
- maraîchage biologique & construction de filières bio locales et solidaires ;
- services à la personne ;
- traitement des déchets, ménagers ou électroniques ;
- restauration.

Cependant il existe des expérimentations positives vers des métiers plus qualifiés comme le service informatique aux entreprises.

## Approche comparée - Les critères de définition au Québec
Les entreprises d'insertion doivent répondre à sept critères de définition qui leur permettent de recevoir l'accréditation d'Emploi-Québec soit :
1. mission d'insertion sociale : elles offrent une passerelle vers le marché du travail ou la formation ;
2. caractéristiques des participants en difficulté : les participants sont des personnes en situation d’exclusion, connaissant des échecs répétés et pour lesquels les ressources existantes s’avèrent inadaptées. Elles sont fortement désavantagées à plusieurs égards, dépendantes des ressources de l’État ou sans revenu et ont nécessairement besoin d’une passerelle pour accéder au monde du travail. Elles s’engagent dans une démarche d’insertion sur une base volontaire ;
3. entreprise véritable : l’entreprise d’insertion est un organisme sans but lucratif qui emploie des salariés et commercialise les biens ou services qu’elle produit. Elle présente des garanties raisonnables d’opération sur deux ans. Elle offre une expérience de travail réelle et significative. L’activité économique se veut au service de la démarche des participants. Lorsqu’elle produit des excédents budgétaires, l’entreprise les investit au service de sa mission ;
4. statut de salarié aux travailleurs en formation : l'EI s’engage à accorder un statut de travailleur salarié à durée déterminée (environ 26 semaines) aux participants, selon les normes du travail en vigueur ;
5. accompagnement personnalisé : L’entreprise d’insertion offre aux participants un suivi individualisé tout au long du parcours d’insertion et après leur passage (environ deux ans). C'est ici qu'un logiciel de suivi de l'insertion prend tout son sens ;
6. formation globale (personnelle, sociale et technique) centrée sur les besoins des participants, et lie autant les aspects personnels, sociaux que professionnels dans un parcours d’insertion individualisée. L’encadrement des participants est structuré, suffisant et compétent ;
7. partenariat avec les acteurs de son milieu. L'entreprise d'insertion s’inscrit dans les objectifs de la Politique active du marché du travail. Elle est issue du milieu local avec lequel elle entretient des liens de partenariat étroit. Elle fait une promotion active de sa main-d’œuvre, en particulier auprès de l’entreprise privée. Elle démontre que ses services conduisent à des emplois ou de la formation.